# Hieracium inuloides
Hieracium inuloides là một loài thực vật có hoa trong họ Cúc. Loài này được Tausch mô tả khoa học đầu tiên năm 1837.